# 로디지아 전선

로디지아 전선(Rhodesian Front)은 로디지아 (혹은 남로디지아)에서 집권했던 보수주의 정당이었다. 로디지아 전선은 윈스턴 필드가 첫 당 대표로 부임한 이후, 1964년부터는 이언 스미스가 계속 이끌었다. 로디지아 전선은 로디지아 니아살랜드 연방 당시 남로디지아에서 주요 야당이었던 도미니언당을 계승하였다. 로디지아 전선은 1962년 3월 흑인 다수 세력의 집권으로의 급격한 전환에 반대하는 백인 세력들에 의해 창당되었다. 같은 해 12월 총선을 통해 집권당이 되었다. 이후 1964년부터 1979년까지 잇따라 실시된 총선에서도 계속 백인 세력의 지지를 받으며 계속하여 집권하며, 이언 스미스의 총리 임기도 계속되었다.

## 역사
로디지아 전선은 15가지의 기본 원칙이 있었는데, 이 중에는 각 인종이 정체성을 지킬 권리를 수호하자, 가치 발전 정책을 통한 '적절한 기준'을 수호하자, 토지 배분법을 유지하자 등이 있었고, 이는 토지 소유와 분배에 대한 인종 불평등을 공식화하였고, 인종 통합에 반대하며, 백인 노동자들의 일자리를 보호하고, 인종에 따라 분리된 편의를 제공할 정부의 권리를 유지하는 것으로 해석된다.
1980년, 로디지아가 짐바브웨 공화국으로 독립하게 되면서 새롭게 실시된 총선에서 로디지아 전선은 의회에서 백인에게 지정된 20석 전부를 획득하였다. 1981년 6월 6일, 로디지아 전선은 당명을 공화주의 전선(Republican Front)으로 변경하고, 1984년 7월 21일에는 짐바브웨 보수 연맹(Conservative Alliance of Zimbabwe)이 되었다. 이 시기 동안 20명의 소속 의원 중 11명이 탈당하였으나, 이후 1985년 총선에수 다시 한번 백인 지정 20석 중 15석을 획득하였다. 1986년, 짐바브웨 보수 연맹은 짐바브웨의 모든 인종에게 입당을 허가하였다. 1987년 짐바브웨 정부가 백인 의회 지정석을 폐지함에 따라 많은 백인 의원들이 무소속이 되거나 짐바브웨 아프리카 민족 연맹(ZANU)으로 이적하였다.